# Минамиасо
Минамиасо (яп. 南阿蘇村 Минамиасо-мура) — село в Японии, находящееся в уезде Асо префектуры Кумамото. Площадь села составляет 137,30 км², население — 11 770 человек (1 августа 2014), плотность населения — 85,72 чел./км².

## Географическое положение
Село расположено на острове Кюсю в префектуре Кумамото региона Кюсю. С ним граничат город Асо, посёлки Такамори, Ямато, Одзу и село Нисихара.

## Население
Население села составляет 11 770 человек (1 августа 2014), а плотность — 85,72 чел./км². Изменение численности населения с 1980 по 2005 годы:
| 1980 | 13 010 чел. |  |
| 1985 | 13 285 чел. |  |
| 1990 | 12 643 чел. |  |
| 1995 | 12 864 чел. |  |
| 2000 | 12 436 чел. |  |
| 2005 | 12 254 чел. |  |

## Символика
Деревом села считается Кипари́совик туполи́стный  или хиноки , цветком — пиерис японский, птицей — красноухая овсянка.